# Santa Ana de Pusa
Santa Ana de Pusa község Spanyolországban, Toledo tartományban. Santa Ana de Pusa San Martín de Pusa, Los Navalmorales, Los Navalucillos, Retamoso de la Jara, Alcaudete de la Jara és San Bartolomé de las Abiertas községekkel határos. Lakosainak száma 342 fő (2024).

## Népesség
A település népessége az utóbbi években az alábbiak szerint változott:
| Lakosok száma | 370  | 401  | 495  | 466  | 512  | 437  | 397  | 353  | 358  | 342  |
|               | 2001 | 2004 | 2007 | 2009 | 2012 | 2014 | 2017 | 2019 | 2022 | 2024 |